# Juan Pío de Gana
Juan Pío de Gana fue un comerciante español que luchó en las Invasiones Inglesas al Río de la Plata al mando del Batallón de Arribeños.

## Biografía
Juan Pío de Gana nació en Vizcaya, España
Tras participar de la guerra del Rosellón (1793-1795) contra la Francia revolucionaria pasó a América, estableciéndose en Perú. Allí se dedicó al comercio hasta el año 1806 en que pasó a Buenos Aires con el objetivo de embarcarse de regreso a España.

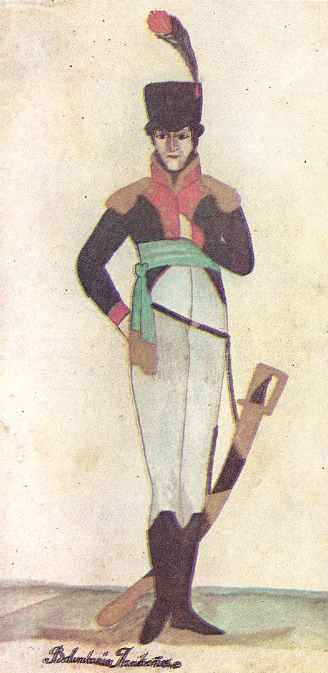
Soldado de Arribeños.

En la capital del Virreinato del Río de la Plata lo sorprendió la primera de las Invasiones Inglesas. Fue puesto al mando del Batallón de Arribeños, destacándose en la lucha contra los británicos. 
Durante la Segunda invasión inglesa al Río de la Plata fue de los primeros en llegar a los Mataderos de Miserere el 2 de julio de 1807. En el combate de Miserere en que Santiago de Liniers intentó vanamente contener a la vanguardia británica al mando del mayor general Lewison Gower, Gana formó en el ala derecha ce intentó flanquear al enemigo, llevando el peso de la acción contra la brigada Craufurd (Batallón Ligero y regimiento 95 de rifleros), muriendo heroicamente "al solo impulso del aire de una bala de cañón que le abrasó el vientre".
Su comandante en la jornada, Santiago de Liniers, destacó en su parte su comportamiento. 
En noviembre de 1807 un grupo de esclavos entre los que habían participado de la defensa fue liberado, entre ellos uno de Pío de Gana:"Vosotros, Juan Manuel Gana, esclavo que fuiste de aquel D. Pío de Gana, dignísimo Comandante de Arribeños, cuya memoria recordamos con el más tierno y agradecido llanto, Y Cristoval Duarte, que habéis conseguido la libertad por lagratitud de este generoso cuerpo, debéis de permanecer siempre dignos de ella, como lo fuisteis para obtenerla".
En la segunda parte del poema La gloriosa defensa de la ciudad de Buenos-Ayres, capital del Vireynato del Río de la Plata: verificada del 2 al 5 de julio de 1807 unos versos recuerdan a Gana:
El buen don Pío de Gana, 
comandante de arribeños, 
persona de bellas prendas 
y en arte de guerra diestro, 
con su gente regresaba 
de una guerrilla á este tiempo, 
cuando una bala feroz, 
desprendida del infierno, 
el bajo vientre le abrasa, 
le consume y al momento 
á la muerte se dispone, 
con mucha virtud y ejemplo, 
expresando con sus voces, 
en sus últimos acentos, 
que moría con la pena, 
el dolor: sentimiento
de no saber si quedaba
la plaza por el rey nuestro.
En 1808 las calles de Buenos Aires fueron renombradas para honrar a quienes se destacaron en las Invasiones Inglesas. El nombre Gana le fue impuesto a la hoy calle Balcarce, en el casco antiguo de la ciudad de Buenos Aires. Esta nomenclatura perduró hasta 1822. Una calle de la ciudad recuerda su nombre.